# Verzorgingsplaats Kolthoorn
Verzorgingsplaats Kolthoorn is een Nederlandse verzorgingsplaats, gelegen aan de oostzijde van de A50 Eindhoven-Emmeloord tussen afritten 28 en 29 in de gemeente Heerde.
Aan de andere kant van de snelweg ligt verzorgingsplaats Het Veen.

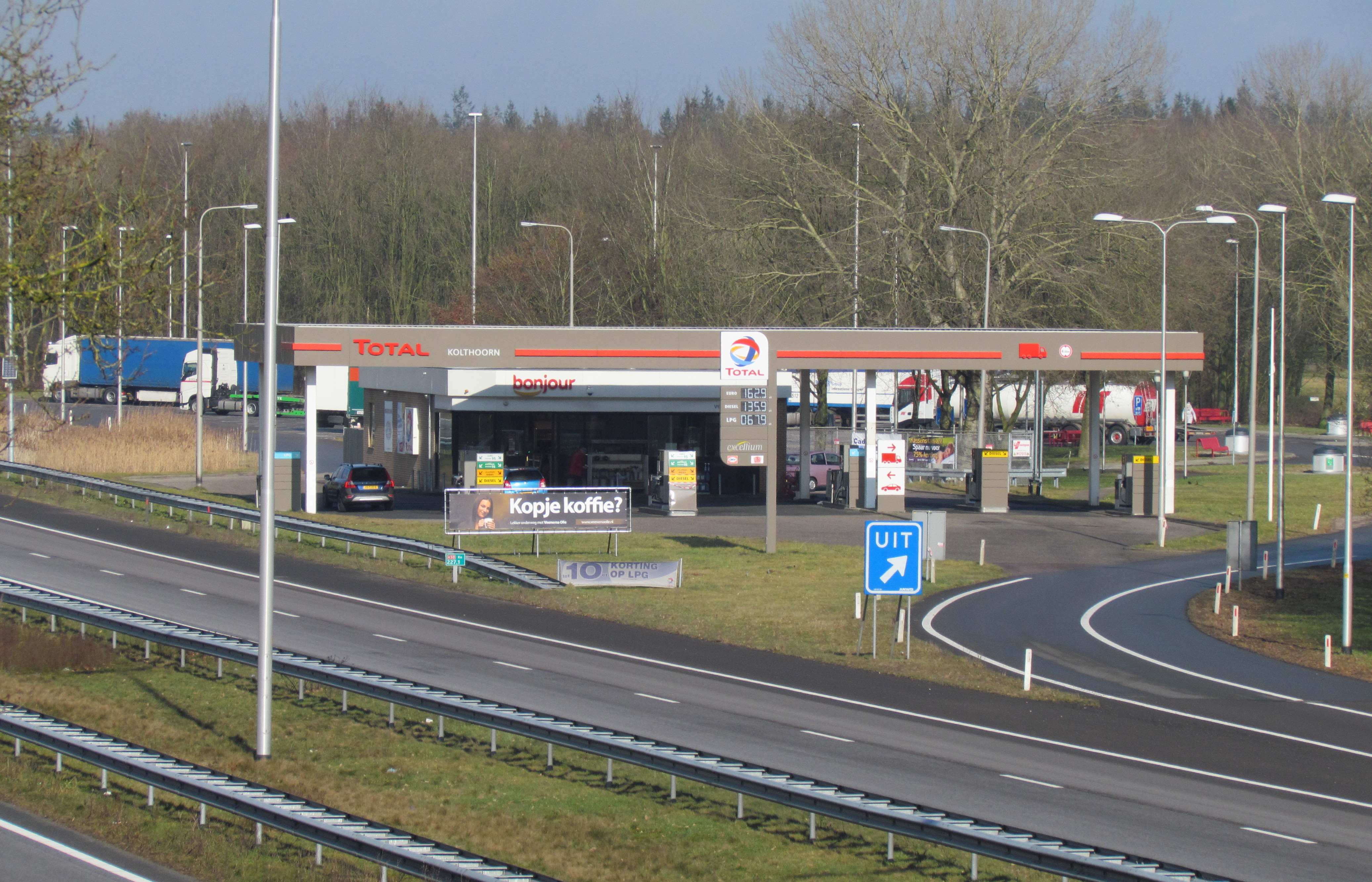
Verzorgingsplaats Kolthoorn in 2015

Richting Emmeloord: De Gagel · De Slenk · De Somp · Kolthoorn · Zalkerbroek
Richting Eindhoven: Zalkerbroek · Het Veen · De Brink · De Schaars · Weerbroek · Ganzenven · Sonse Heide